# Саут Хендерсон (Северна Каролина)
Саут Хендерсон (енгл. South Henderson) насељено је место без административног статуса у америчкој савезној држави Северна Каролина.

## Демографија
По попису из 2010. године број становника је 1.213, што је 7 (-0,6%) становника мање него 2000. године.
| Група             | 2000.       | 2010.       |
| Белци             | 511 (41,9%) | 375 (30,9%) |
| Афроамериканци    | 598 (49,0%) | 605 (49,9%) |
| Азијати           | 6 (0,5%)    | 4 (0,3%)    |
| Хиспаноамериканци | 104 (8,5%)  | 221 (18,2%) |
| Укупно            | 1.220       | 1.213       |